# Horticulteur Français; journal des amateurs et des intérêts horticoles
Horticulteur Français; journal des amateurs et des intérêts horticoles (abreviado Hort. Franc.) fue una revista con ilustraciones y descripciones botánicas que fue editada en París en tres series desde 1851 a 1872.

## Publicación
- Serie n.º 1, vols. 1-8, 1851-1858;
- Serie n.º 2, vols. 1-6, 1859-1864;
- Serie n.º 3, vols. 1-7, 1865-1872